# Panurginus bilobatus
Panurginus bilobatus är en biart som beskrevs av Michener 1937. Panurginus bilobatus ingår i släktet bergsbin, och familjen grävbin. Inga underarter finns listade i Catalogue of Life.